# Омєр Киримли Аслан Енверович
Аслан Омєр Киримли (крим. Aslan Ömer Qırımlı; нар. 10 серпня 1976 Самарканд, Узбецька РСР) — український політик, економіст, громадський діяч, кандидат економічних наук, підприємець, меценат кримськотатарського походження. Делегат Курултаю кримськотатарського народу, радник уповноваженого Президента України у справах кримськотатарського народу, народного депутата України Мустафи Джемілєва. Співвласник та один з керівників української інвестиційної компанії ASTEM і співзасновник благодійного фонду Astem Foundation.

## Кар'єра
З 1999 до квітня 2014 — співзасновник, Голова правління Кримського земляцтва України.
З 2007 до грудня 2015 року помічник депутата, радник уповноваженого Президента України у справах кримськотатарського народу, народного депутата України Мустафи Джемілєва.
З 2010 до 27 лютого 2014 — співзасновник, Голова наглядової ради фонду розвитку Криму.
З 2011 до 27 лютого 2014 — співзасновник, Голова правління Кримської міжнародної бізнес-асоціації «CIBA».
З 2013 Делегат Курултаю кримськотатарського народу.
З 2013 в Президії Меджлісу кримськотатарського народу та в Меджлісі кримськотатарського народу.
З 2013 до 29 березня 2014 заступник голови Меджлісу кримськотатарського народу.
З 2014 до грудня 2015 року уповноважений уряду з питань Автономної Республіки Криму та м. Севастополь, голова державної служби з питань Автономної Республіки Криму та м. Севастополь. Директор департаменту з питань Автономної Республіки Крим та м. Севастополь. У листопаді 2015 року, агенція «Голос Криму» опублікувала статтю, у якій звинувачувала Аслана Киримли у бездіяльності на посадах в уряді. З грудня 2015 проживає в США, працюючи в представництві Меджлісу кримськотатарського народу.

## Особисте життя
Старший брат міністра оборони України (2023-2025) Рустема Умєрова.
Наприкінці 2012 року змінив написання прізвища з Умєров на Омєр Киримли.
У 2013 році до святкування священного місяця Рамадан, сім'я Умєрових відреставрувала ще одну мечеть Криму в м. Бахчисараї і відроджує інститут вакфов. Після майже столітньої перерви Орта Джамі в Бахчисараї відкрилась 16 серпня 2013.
Аслан Омєр Киримли перебуває у шлюбі, виховує чотирьох дітей.